# Mediateca

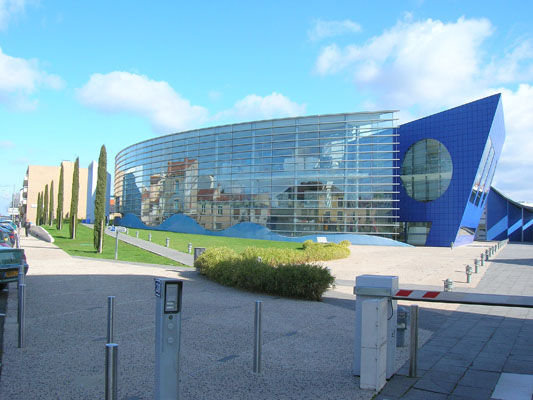
La mediateca de Roanne a França

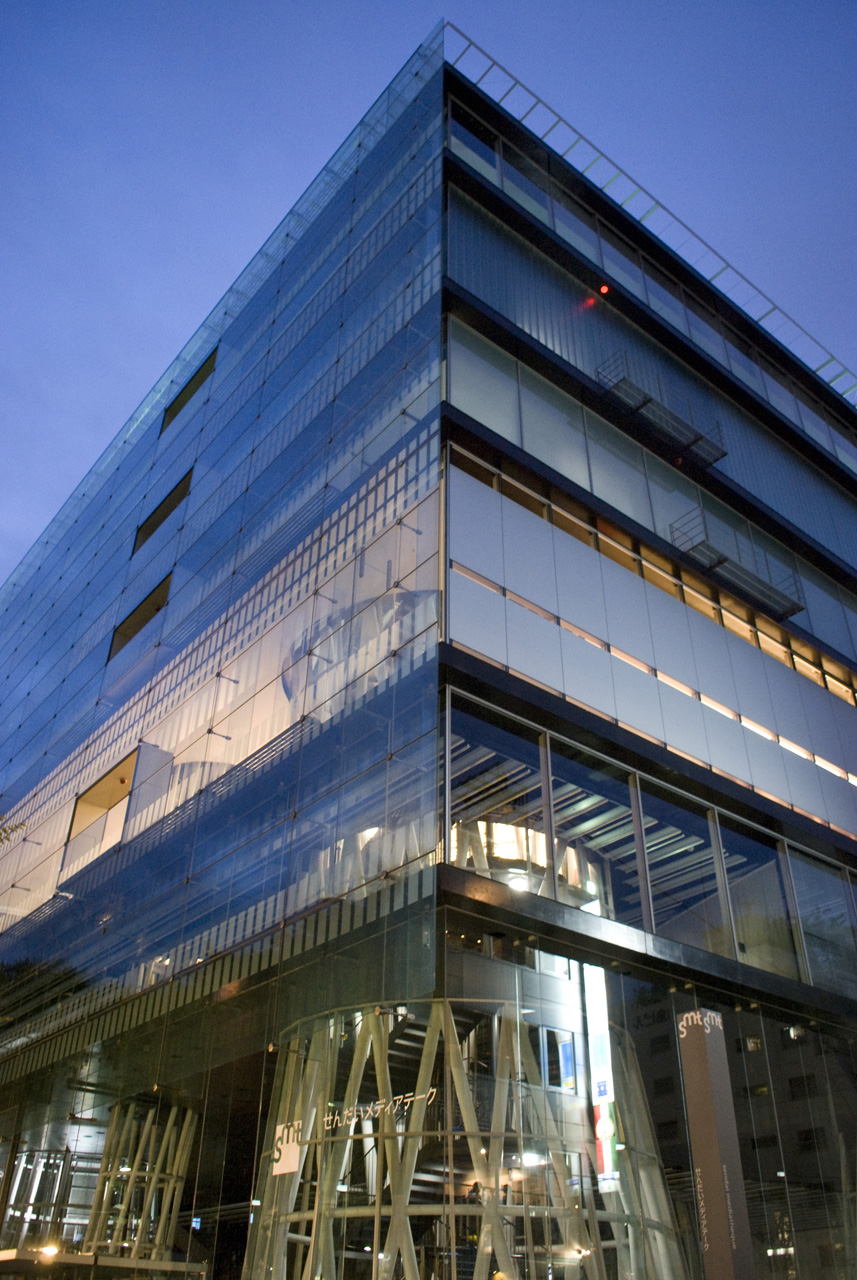
La mediateca de Sendai al Japó

Una mediateca o biblioteca multimèdia és un establiment, generalment, públic que recull, guarda i difon documents en qualsevol mena de suport (paper, vídeo, enregistrament fonogràfic, etc.).
La mediateca funciona de forma similar a una biblioteca, que conté no només llibres electrònics i de paper, diaris i revistes, sinó també inclou materials predigitals que no són de llibres. Així, inclou materials multimèdia com vídeos (pel·lícules, documentals) i enregistraments sonors (música, llibres d'àudio). També permet, com en les biblioteques tradicionals, consultes in situ i préstecs domiciliaris.

## Història
El concepte de mediateca va ser desenvolupat en els anys 1980, quan els continguts audiovisuals (documents sonors i enregistraments de vídeo) van plantejar la necessitat quotidiana d'incorporar artificis (equips addicionals) per a la lectura dels materials i també s'observava necessari que es consideressin com a testimonis culturals de la mateixa manera que els materials escrits. El terme mediateca ha estat desenvolupat per tal de reflectir que en els serveis de consulta s'incorporen les interfícies necessàries per recuperar la informació continguda en els diversos suports com, per exemple, els audiovisuals sota la forma de cintes de vídeo en formats Betacam i VHS. En els anys 1990, les mediateques van començar a albergar suports numèrics (CD per a àudio i DVD per vídeos) que van venir a completar els suports tradicionals (impresos, microfilms, discs de vinil, cassets, etc.). Ara, com a punt de referència per al suport de mitjans digitals és un pont important entre les biblioteques híbrides i les biblioteques virtuals.